# Уничтожитель
Уничтожи́тель (англ. The Eradicator) — имя нескольких персонажей, супергерой (иногда суперзлодей), появляющийся в историях о Флэше и Супермене, публикуемых «DC Comics». Первое появление в качестве анти-героя было в комиксах про Флэша в 314 номере (Vol.1). Вторая версия была супергероем (иногда суперзлодеем) в комиксах про Супермена, появилась в «Action Comics Annual» № 2 (1989).. В комиксах про Супермена является двухсотысячелетним криптонским артефактом и оружием. Уничтожитель был создан Кармином Инфантино и Кэрри Бейтсом, а также дополнен писателем Роджером Стерном.

## Биография
В далёком прошлом, вымирающая инопланетная раса создала множество устройств, чтобы сохранить свою культуру и послала их в космос, где они должны были встретиться с другими цивилизациями и связать их колонии. Когда небольшая группа этих инопланетян прибыла на планету Криптон, милитаристская фракция, возглавляемая Кем-Элем, дабы сохранить их идеальную криптонскую культуру, убила их и завладела одним из устройств. Это устройство должно было уничтожить инопланетное влияние, поэтому Кем-Эль назвал его «Уничтожителем».
Один из выживших инопланетян, клерик, забрал Уничтожителя, собрал группу последователей и вместе с ними покинул Криптон. Однако, вскоре после отбытия его последователи умерли: криптонцы генетически связаны со своей планетой и умрут, если покинут её.
Клерик хранил Уничтожителя 200 000 лет, пока не встретил Супермена на планете Варворлд. При помощи устройства двое обменялись памятью, и клерику явилось видение, в котором смерть Супермена была на руках Монгула. Клерик хотел предотвратить это событие, и Уничтожитель доставил их на его астероид. Он заметил, что устройство изменилось, чтобы защитить единственного оставшегося в живых криптонца, и они использовали его, чтобы залечить свои раны, физические и душевные.

## Силы и способности
В оригинальной технологической форме, Уничтожитель может телепортироваться из земли Супермена на землю. Манипулировать молекулярными структурами для создания крепости одиночества, синтетический криптонит и вирус который дал Джимми Олсен для временного растяжения полномочия, получает Криптонские технологии в пространстве и времени (подразумевается, чтобы жить через фантомную зону), манипулировать огромное количество энергии, сохранить клирик живым на протяжении тысячелетий, и влиять на мозг Супермена и других криптонцев.
Тело Уничтожителя создалось из генетического шаблона Супермена, когда тот умер от рук Думсдэя, физически Уничтожитель похож на Криптонца (и Супермена в частности). В результате, Уничтожитель имеет аналогичные полномочия Супермена, такие как невероятная сила, скорость, неуязвимость и полет. Он также обладает ультра-острыми чувствами. Будучи программой с Криптона, Уничтожитель имеет обширные знания Криптонцев и очень умен, а также имеет возможность вычислять и обрабатывать информацию с невероятной скоростью.
Уничтожитель имеет способности поглощать, преобразовывать и выделять различные формы энергии больше, чем другие Криптонцы, как правило, излучающая энергия, как мощные взрывы от его рук или глаз. Ему удалось пережить воздействие на огромное количество криптонического излучения после которого у него выработался иммунитет к криптониту. Он может чувствовать существ и шлюзы из альтернативных реальностей. Сможет путешествовать во времени с огромной скоростью. Также сможет поглощать очень много Криптонцев из разных вселенных, во внутрь себя, после чего становится машиной уничтожения любых вселенных.

## Вне комиксов
Уничтожитель появляется в мультипликационном фильме 2019 года «Господство Суперменов». Его озвучил Чарльз Халфорд. В отличие от оригинала, он является "Криптонским ангелом-хранителем" Кал-Эла. А также он появлялся в телесериале Супермен и Лоис как "хранитель знаний Криптона", но статус-кво Уничтожителя получил потому что он захватывал жертву, а потом порабощал их при этом, при полном мере порабощенные уничтожают инопланетные культуры. Это действует и на криптонца. В серии "Через долину смерти" и "Отказоустойчивый" Тал-Ро/Морган Эдж стал настоящим Уничтожителем так как порабощение Кал-Эла не прошло успешно.